# Sarah Roemer
Sarah Christine Roemer (ur. 28 sierpnia 1984 w San Diego) – amerykańska aktorka i modelka. Najbardziej znana z ról w filmach: Niepokój jako Ashley oraz Ale czad! jako Carly.

## Filmografia

### Filmy
- Tamten świat samobójców (Wristcutters: A Love Story, 2006) jako Rachel
- The Grudge – Klątwa 2 (The Grudge 2, 2006) jako Lacey
- Cutlass (2007) jako Eve
- Niepokój (Disturbia, 2007) jako Ashley
- Asylum (2008) jako Madison
- Mój przyjaciel Hachiko (Hachiko: A Dog's Story, 2009) jako Andy
- Ale czad! (Fired Up!, 2009) jako Carly
- Miłość z 5-tej Alei (Falling Up, 2009) jako Scarlett Dowling
- Locked In (2010) jako Emma
- The Con Artist (2010) jako Kristen
- Waking Madison (2010) jako Madison Walker
- The App (2015) jako Elizabeth

### Seriale tv
- The Event: Zdarzenie (2010) jako Leila Buchanan

## Nagrody
- MTV
  - 2008 - nominacja do Złotego Popcornu w kategorii Najlepszy pocałunek za film Niepokój (Disturbia, 2007)